# Захаріє Орфелін
Захаріє Орфелін (серб. Захарије Орфелин; 1726 — †19 січня 1785, Нові-Сад) — визначний сербський поет XVIII ст., походив з Воєводини.
У 1768 році в Венеції видав перший в історії сербів часопис славеносербською мовою Славяносербскій магазин.